# 博蒙拉龙斯
博蒙拉龙斯（法語：Beaumont-la-Ronce，法語發音：[bomɔ̃ la ʁɔ̃s]）是法国安德尔-卢瓦尔省的一个旧市镇，位于该省北部，属于图尔区。2017年，博蒙拉龙斯和相邻的卢埃托合并为新市镇博蒙-卢埃托，博蒙拉龙斯为新市镇行政中心。

## 地理
博蒙拉龙斯（47°34'12"N, 0°40'16"E）面积39.04 平方千米，位于法国中央-卢瓦尔河谷大区安德尔-卢瓦尔省，该省份为法国中西部省份，北起萨尔特省、东北接卢瓦-谢尔省，东南接安德尔省，南至维埃纳省，西临曼恩-卢瓦尔省。
与博蒙拉龙斯接壤的市镇（或旧市镇、城区）包括：卢埃托、马赖、讷耶-蓬皮埃尔、讷维勒鲁瓦、努济伊、图赖讷地区鲁济耶、圣洛朗昂加蒂讷。
博蒙拉龙斯的时区为UTC+01:00、UTC+02:00（夏令时）。

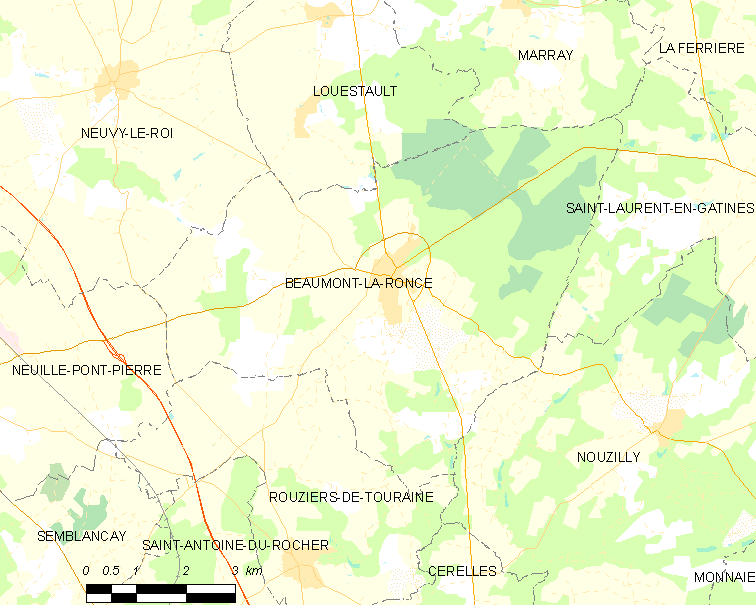
博蒙拉龙斯的OSM定位图

## 行政
博蒙拉龙斯的邮政编码为37360，INSEE市镇编码为37021。

## 政治
博蒙拉龙斯所属的省级选区为雷诺堡县。

## 人口

1962-2008年间博蒙拉龙斯人口变化图示

博蒙拉龙斯于2018年1月1日时的人口数量为1274人。